# Impacchettamento casuale
L'impacchettamento compatto casuale (RCP, Random close packing) o impacchettamento casuale è un parametro empirico usato per caratterizzare la frazione di volume massima di oggetti solidi ottenuta quando essi vengono impacchettati casualmente. Per esempio, quando un contenitore solido viene riempito con chicchi di grano, scuotendo il contenitore si ridurrà il volume da loro occupato, permettendo perciò di aggiungere altro grano al recipiente. In altre parole tramite lo scuotimento si aumenta la densità degli oggetti impacchettati.
Esperimenti hanno dimostrato che il modo più compatto di impacchettare sfere offre come risultato una densità massima di circa il 64%. La ricerca più recente prevede analiticamente che la frazione di volume riempita dagli oggetti solidi nell'impacchettamento compatto casuale non può eccedere una densità limite di 63,4% per oggetti sferici (monodispersi). Questo è significativamente più piccolo della frazione massima di riempimento teorico di 0,74048 che risulta dall'impacchettamento compatto esagonale (HCP, hexagonal close pack - noto anche come impacchettamento compatto). Questa discrepanza dimostra che la "casualità" di RCP è vitale per la definizione.

## Definizione
L'impacchettamento compatto casuale non ha una definizione geometrica precisa, ma viene definito statisticamente, e i risultati sono empirici. Se ad esempio riempiamo in modo casuale un recipiente con un certo numero di oggetti e poi procediamo sottoponendolo a scuotimento o a pressioni esterne,  troviamo che gli oggetti raggiungono una nuova configurazione più compatta che definiamo appunto come stato di Random Close Packing o RCP. La definizione di frazione di impacchettamento è "il volume riempito dal numero di particelle in un dato spazio di volume". In altre parole la frazione di impacchettamento definisce la densità di impacchettamento. È stato mostrato che la frazione di riempimento aumenta in modo logaritmico insieme al numero di colpetti fino a che la densità non arrivi a saturazione. Inoltre, la densità di saturazione aumenta come l'ampiezza dei colpetti dati decresce. Perciò l'RCP è una frazione di impacchettamento data dal limite come l'ampiezza della battitura tende a zero, e il limite come numero di colpetti tende all'infinito.

## Effetto della forma dell'oggetto
La frazione di volume della particella nel RCP dipende dagli oggetti impacchettati. Se gli oggetti sono polidispersi allora la frazione di volume dipende in modo non banale dalla distribuzione della dimensione e può essere in arbitrariamente vicino a 1. Inoltre per gli oggetti (relativamente) monodispersi il valore di RCP dipende dalla loro forma; per le sfere è 0,64), per dolci M&M's è 0,68.

## Per le sfere
| Modello                               | Descrizione                                                     | frazione di vuoto | Densità dell'impacchettamento |
| ------------------------------------- | --------------------------------------------------------------- | ----------------- | ----------------------------- |
| Impacchettamento regolare più sottile | Coordinazione numero = 6                                        | 0.4764            | 0.5236                        |
| Impacchettamento casuale molto lasco  | Per es., sfere sistemate lentamente                             | 0.44              | 0.56                          |
| Impacchettamento casuale lasco        | Per es., sfere gocciolate nel letto o impacchettate con la mano | 0.40 to 0.41      | 0.60 to 0.59                  |
| Impacchettamento casuale versato      | Sfere versate dentro il letto                                   | 0.375 to 0.391    | 0.625 to 0.609                |
| Impacchettamento compatto casuale     | E.g., il letto vibrato                                          | 0.359 to 0.375    | 0.641 to 0.625                |
| Impacchettamento regolare più denso   | Coordinazione numero = 12                                       | 0.2595            | 0.7405                        |

La permeabilità dei letti con sfere impacchettate compatte è stata estesamente studiata perché è uno dei modelli base dei mezzi porosi. Formule  multiple sono state proposte per esprimere la permeabilità di un tale letto, una funzione della porosità del letto.
Il modello di Carman-Kozeny prevede che:
{\displaystyle K={\frac {\varepsilon ^{3}}{180(1-\varepsilon )^{2}}}d^{2}}
dove:
- K - permeabilità (m2)
- {\displaystyle \varepsilon } - porosità (senza dimensione)
- d - diametro della sfera (m)

Rump e Gupte diedero la seguente equazione, che ribadisce meglio i dati sperimentali:
{\displaystyle K={\frac {\varepsilon ^{5.5}}{5.6}}d^{2}}

## Esempio
I prodotti contenenti oggetti lasciati in un pacco sono talvota etichettati con questo messaggio: "I contenuti possono sistemarsi durante la navigazione".  
Di solito durante la navigazione, il contenitore sarà scosso numerose volte, e ciò aumenterà la densità dell'impacchettamento.
Il messaggio viene aggiunto per rassicurare il consumatore che il contenitore è pieno della massa iniziale, sebbene sembri leggermente svuotato.